# Математика: Світ чисел ... та навіть більше

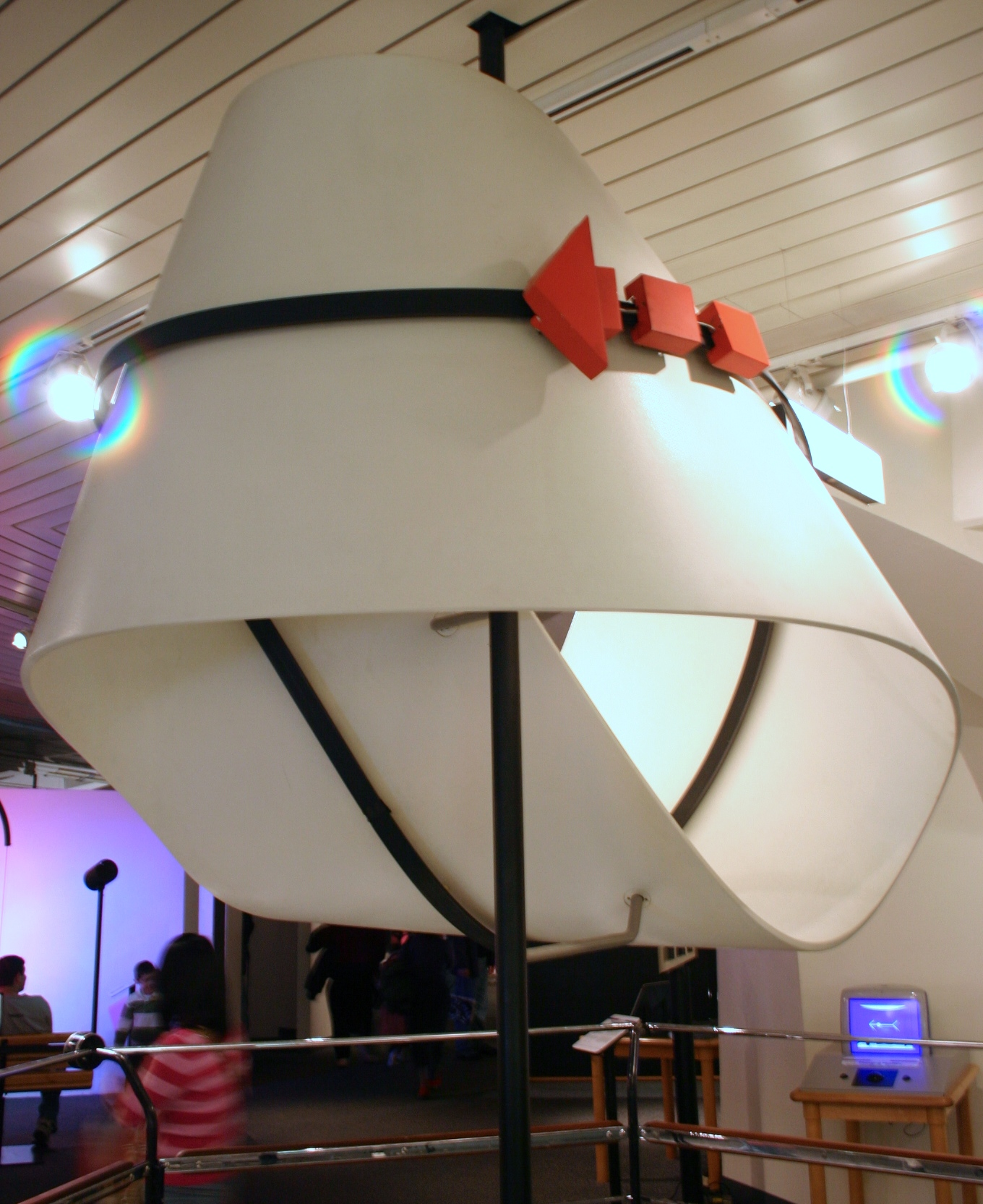
Велика смуга Мебіуса з мандрівною стрілкою

«Математика: Світ чисел ... та навіть більше» (англ. Mathematica: A World of Numbers… and Beyond)  - це кінетична і статична виставка математичних концепцій, розроблена Чарльзом і Рей Імзами, яка вперше дебютувала в Каліфорнійському музеї науки і промисловості в 1961 році. Відтоді були зроблені дублікати, і вони (як і оригінал) були переміщені до інших установ.

## Історія

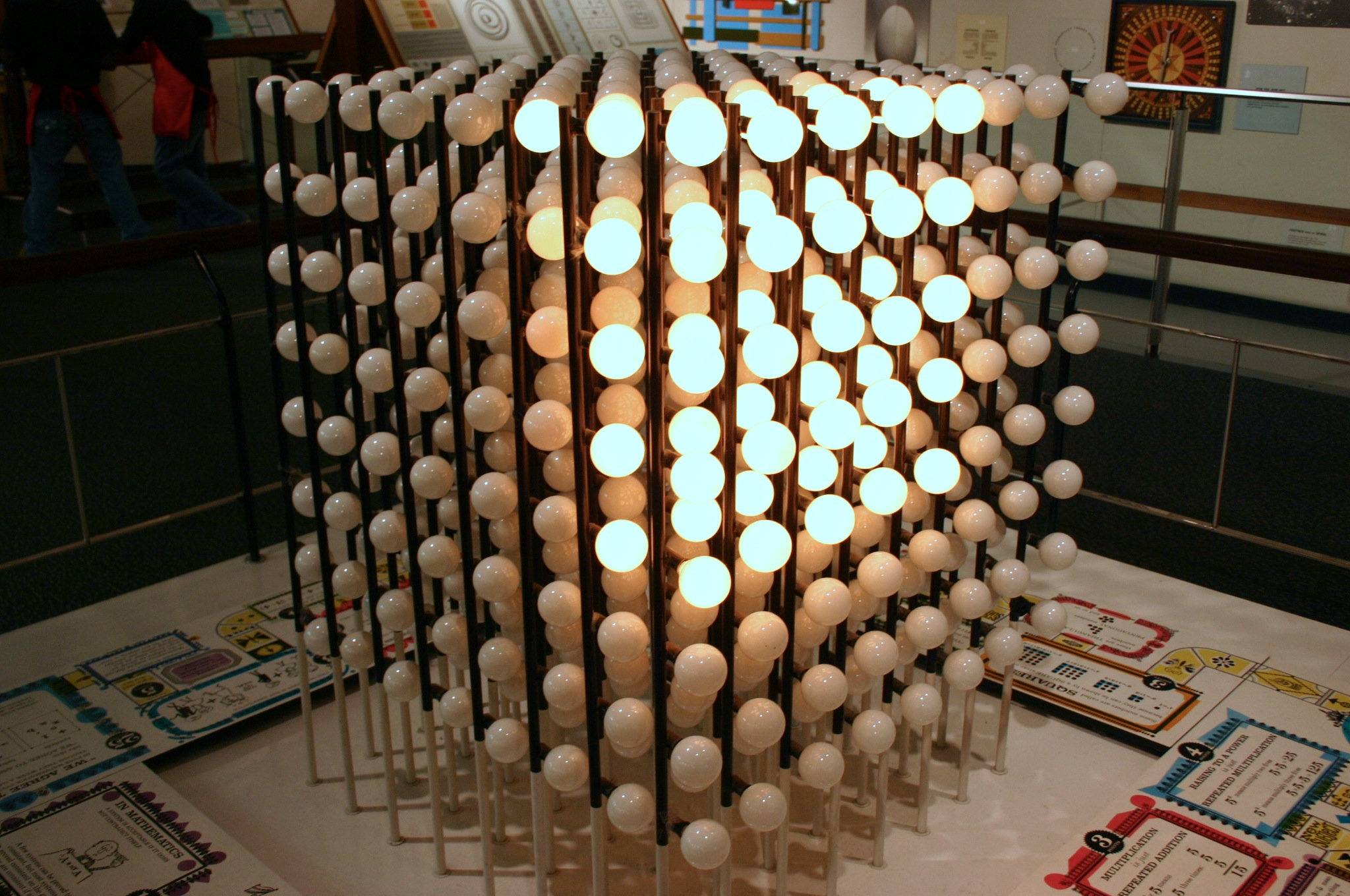
Машина множення

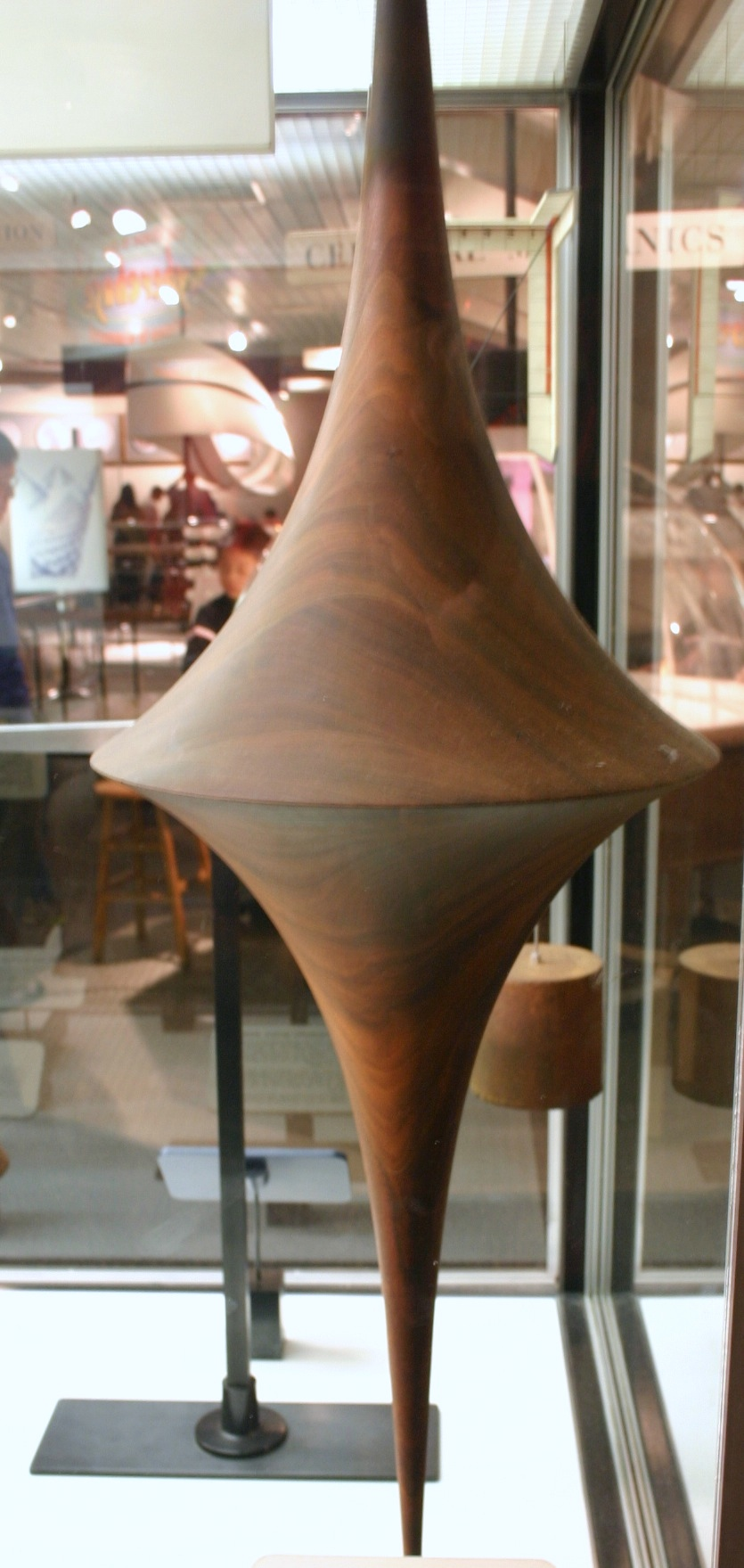
Модель псевдосфери

У березні 1961 р. В Каліфорнійському музеї науки і промисловості  в Лос-Анджелесі відкрилося нове наукове крило. Музей попросив корпорацію IBM внести свій внесок; IBM, у свою чергу, попросила відому каліфорнійську команду дизайнерів Чарльза Імза та його дружину Рей Імз розробити гарну пропозицію. Результатом стало те, що Студія Імзів за дорученням IBM, розробили інтерактивну виставку під назвою Mathematica: A World of Numbers ... and Beyond (Математика: Світ чисел ... та навіть більше).  Це була перша з багатьох виставок, розроблених Студією Імзів.
Експозиція площею 280 м2 пробула в музеї до січня 1998 року, що робить її найтривалішою з усіх корпоративних музейних виставок.  Крім того, це єдина з десятків виставок, розроблених Студією Чарльза та Рея Імзів, яка все ще збереглася понині. Ця оригінальна експозиція була зібрана для демонстрації в галереї Alyce de Roulet Williamson в Art Center College of Design в Пасадені, штат Каліфорнія, з 30 липня по 1 жовтня 2000 року. Зараз вона належить і виставляється в Нью-Йоркському залі науки, хоча в даний час у ньому відсутні накладні таблички з цитатами математиків, які були частиною оригінальної інсталяції. 

### Дублікати
У листопаді 1961 року була зроблена точна копія експозиції для Чиказького музею науки і промисловості, де вона демонструвався до кінця 1980 року. Звідти її продали та перевезли до Музею науки в Бостоні, штат Массачусетс, де копія постійно демонструється. У січні 2014 року експозиція була тимчасово закрита для проведення вкрай необхідного цілорічного реконструкції та відкрита в новому місці в Музеї науки в квітні 2015 року. Інсталяція в Бостоні має найбільшу схожість з оригінальним дизайном Імзів, включаючи численні накладні таблички з історичними цитатами відомих математиків.  В рамках реконструкції було додано графічну панель, яка доповнила часову шкалу Стіни історії, щоб визнати внесок математиків як чоловіків, так і жінок кінця 20-го та початку 21-го століть.
Ще одна копія була зроблена для павільйону IBM на Всесвітній виставці в Нью-Йорку 1964/1965 .  Згодом вона був ненадовго виставлена на Манхеттені, а потім встановлена у Тихоокеанському науковому центрі в Сіетлі, де пробула до 1980 року. Копія була ненадовго переінстальована у Нью-Йорку в будівлі штаб-квартири IBM, перш ніж переїхати до SciTrek в Атланті, але ця організація була закрита в 2004 році через скорочення фінансування. Потім експозиція була відправлена до Петалума, штат Каліфорнія, до Люсії Імз, дочки оригінальних дизайнерів. Станом на  2015  , експонат придбано музеєм Генрі Форда в Дірборні, штат Мічиган . 

## Експонати
Деякі дисплеї є мінімально інтерактивними, оскільки вони починають працювати одним натисканням кнопки. Інші дисплеї моторизовані і працюють безперервно, або працюють автоматично у фіксованому циклі, допоки подається живлення. Рухливі елементи дисплея поєднуються з шумом, що походить від куль, які падають через машину ймовірностей, щоб заповнити експозиційний простір атмосферою безперервної активності.
- Величезна Дошка Гальтона, що показує біноміальний розподіл як наближення нормального розподілу в теорії ймовірностей
- Стрічка Мебіуса з моторизованою червоною стрілкою, за допомогою якої можна простежити повний контур односторонньої поверхні
- Вигнута воронкоподібна поверхня, що моделює гравітаційний потенціал за допомогою використання кульових підшипників, які обертаються навколо еліпсів
- Тривимірний куб, що ілюструє концепцію множення
- Мильні бульбашки та плівки, як приклади мінімальних поверхонь
- Механічні в’язі, такі як механізм Саррюса
- Топологічні поверхні, такі як пляшка Кляйна
- Моделі, що показують перспективу та геометричну проєкцію
- Напружена хронологія історії математичної думки та відкритів
- Композиція струн і вогнів, що демонструють конічні секції (унікальна для павільйону IBM / виставка Генрі Форда)[8]
- Автоматизована гра в кості, що демонструє випадкову блукання величин (унікальна для павільйону IBM / виставка Генрі Форда)[8]

Окрім того, зі стелі звисають великі плакати, на яких є цікаві цитати відомих математиків. Деякі інсталяції цю функцію опустили, хоча вона була невід’ємною частиною оригінальної виставки.

## Плакат "Люди сучасної математики"
У 1966 році, через п'ять років після відкриття експозиції, IBM опублікувала плакат з лінією часу розміром 0,61м х 3,66м під назвою «Люди сучасної математики» (англ. Men of Modern Mathematics) . Він базувався на предметах, виставлених на Історичній стіні виставки, а безкоштовні копії роздавались школам. Графік лінії часу охоплював період з 1000 р. Н. Е. До приблизно 1950 р. Н. Е., А на плакаті були біографічні та історичні предмети, а також численні фотографії, що демонструють прогрес у різних галузях науки, включаючи архітектуру. Математичні пункти у цій таблиці підготовлені професором Реймондом Редхеффером  з UCLA . Через довгий час після розповсюдження діаграми математичні кафедри у всьому світі з гордістю виставили цю діаграму на своїх стінах. 
У 2012 році корпорація IBM випустила безкоштовну програму для  iPad "Генії сучасної математики" (англ.Minds of Modern Mathematics), яка базувалася на даних з плакату, але була оновлена до теперішнього часу,  та включала охоплення також жінок-математиків . Додаток було розроблено IBM за сприяння Студії Імзів.  Станом на березегь 2018 року, додаток не оновлювався для запуску в поточних версіях iOS, які підтримують лише 64-розрядний код.

## Дивитися також
- Національний музей математики (США) - постійно діючий музей математики в Манхеттені, Нью-Йорк